# Werner Prauß
Werner Prauß (* 26. Oktober 1933; † 7. März 2013) war ein deutscher Fußballspieler, der für die saarländische Nationalmannschaft aktiv war.

## Karriere
Er spielte von 1955 bis 1956 beim TuS Herrensohr, bevor er zum 1. FC Saarbrücken wechselte. Mit diesem stand er unter anderem im Halbfinale des DFB-Pokal 1956/57, sowie in Gruppe 1 der Vorrunde zur deutschen Meisterschaft 1960/61. 1963 wechselte er dann wieder zurück zum TuS Herrensohr.
Zudem wurde er am 3. Juni 1956 in einem Freundschaftsspiel gegen die Reserve der portugiesischen Nationalmannschaft eingesetzt; das Spiel endete 0:0.